# The Big Bus
 The Big Bus és una pel·lícula estatunidenca dirigida per James Frawley, estrenada el 1976.

## Argument
El primer autobús nuclear; una monstruositat de 75 tones amb 32 rodes enormes, realitza el seu viatge inaugural des de Nova York fins a Denver. Portant l'autobús més gran del món està, per descomptat, el conductor més gran del món. El seu copilot és propens a tenir desmais sobtats i té especial predilecció per conduir a la vora del camí. A més, un parell de malfactors pretenen destruir l'autobús.

## Repartiment
- Joseph Bologna: Dan Torrance
- Stockard Channing: Kitty Baxter
- John Beck: Shoulders O'Brien
- Rene Auberjonois: Father Kudos
- Ned Beatty: Curty Scotty
- Bob Dishy: Dr. Kurtz
- José Ferrer: Ironman
- Ruth Gordon: Old Woman
- Harold Gould: Professor Baxter
- Larry Hagman: Doctor al pàrquing
- Sally Kellerman: Sybil Crane
- Richard Mulligan: Claude Crane
- Lynn Redgrave: Camille Levy
- Richard B. Shull: Emery Bush
- Stuart Margolin: Alex

## Premis
- Premi fantàstic al Festival internacional de cinema fantàstic d'Avoriaz 1977.

## Crítica
- Paròdia de les pel·lícules de catàstrofes dissenyada a partir d'un concepte de gag que basa la seva efectivitat en l'acumulació i l'absurd. Pel·lícula de posada en escena grollera i esfilagarsada que va ser, això no obstant, inspiradora dels exitosos i lamentables Airplane![1]
- Les comèdies d'avui dia són com grans avions dissenyats amb moltes prestacions, excepte l'aerodinàmica. Rugen al voltant de les pistes fent el soroll correcte, els motors de reacció funcionen com un somni, els cinturons de seguretat i cendrers són impecables. Però no s'aixeca ni un mil·límetre de terra. Ja durant els primers minuts, "The Big Bus" dona tots els senyals de ser una broma.[2]